# 피아트 모비

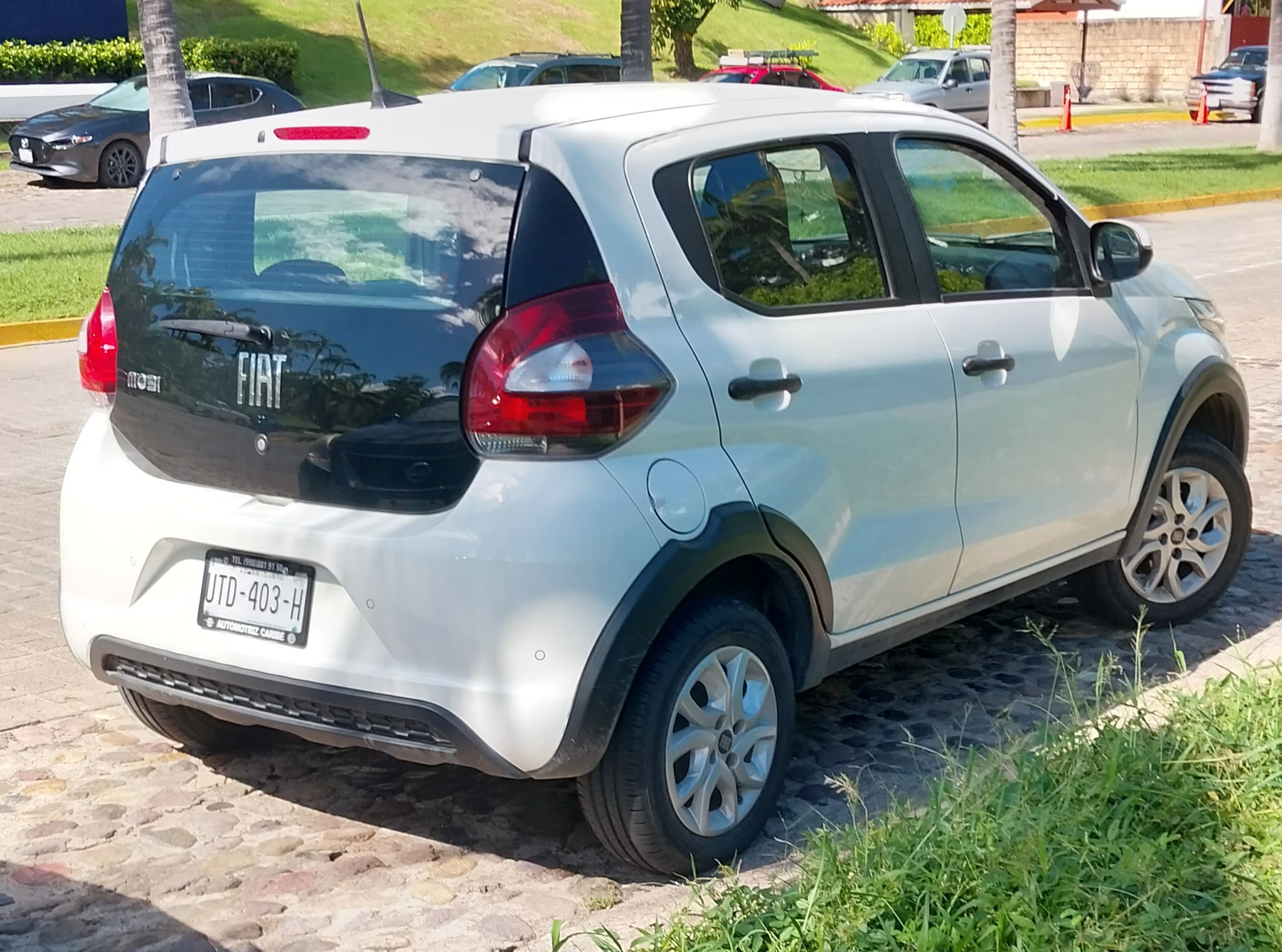
후면도

피아트 모비는 피아트의 남미 시장 전략형 시티카로, 2016년부터 생산 중에 있다. 남미 시장에서만 판매됩니다. 브라질 미나스제라이스주 베팀에서 생산되고 있다. 초기 엔진은 75 or 73 hp (55 or 54 kW) 마력을 내는 4기통 FIRE Evo Flex 1.0 75 HP 에탄올 혼합이었다.
모비는 처음에 5단 수동 변속기와 함께 출시되었으며, 새로운 1.0L 3기통 Firefly 엔진이 출시됨에 따라 자동 수동 기어박스로 교체되었다.